# Stanislav Rizman
Stanislav Rizman (* 1. října 1949 Bratislava) byl soudcem Nejvyššího soudu České republiky, kde až do roku 2015 působil v pozici předsedy trestního kolegia.

## Život
Stanislav Rizman se narodil v Bratislavě, kde také absolvoval střední všeobecně vzdělávací školu a roku 1972 promoval na Právnické fakultě Univerzity Komenského. Pak se stal právním čekatelem u bratislavského městského soudu, vojenskou základní službu vykonal ale u vojenského soudu v Banské Bystrici a po jejím ukončení již ve vojenské trestní justici zůstal. Nastoupil jako voják z povolání – právní čekatel k Vojenskému obvodovému soudu Brno, jehož soudcem byl zvolen v roce 1974. V roce 1980 byl z rodinných důvodů na vlastní žádost převelen k vojenskému soudu v Bratislavě, kde se později stal zástupcem předsedy soudu. V oboru trestního práva také složil na Právnické fakultě Univerzity Komenského roku 1982 rigorózní zkoušku.
Soudcem vojenského kolegia Nejvyššího soudu ČSSR byl zvolen v květnu 1985, byl členem senátu, který projednával především stížnosti pro porušení zákona proti rozhodnutím slovenských vojenských soudů (obvod Vyššího vojenského soudu v Trenčíně). Postupně byl jmenován zástupcem předsedy a roku 1991 předsedou vojenského kolegia, po jeho zániku se stal předsedou trestního kolegia. Spolu s kolegy Františkem Púrym a Pavlem Šámalem jsou známými spoluautory velkých komentářů k trestnímu zákoníku.
S manželkou Márií vychoval dceru Hanu a syna Michala. V letech 1972–1989 byl členem KSČ, ovšem v roce 1992 jej při porevolučním znovuzvolení soudcem Nejvyššího soudu Otakar Motejl zhodnotil jako soudce, který neprokázal jen vysoké odborné znalosti a vynikající soudcovské schopnosti, ale i povahové a charakterové vlastnosti, jaké funkce soudce vyžaduje.